# 何文辉 (演员)
何文輝（1981年5月16日—）艺名酱爆，是中國大陸一名喜劇演員，因出演周星馳執導的電影《少林足球》而知名。

## 早年情況
何文輝是音樂愛好者，擅長彈奏電子琴，中學畢業後曾自組樂隊，取名「影子」，但他音樂理想不易實踐，故在2000年時，參加《少林足球》在廣州舉行之演員招募，被周星馳選中而獲得片中「醬爆」一角。

## 主要作品
註：所主演之角色名會以加粗形式展示。

### 電影
| 上映年份 | 電影名                     | 角色名     |
| -------- | -------------------------- | ---------- |
| 2001年   | 《少林足球》               | 醬爆       |
| 2004年   | 《功夫》                   | 醬爆       |
| 2005年   | 《龍咁威II之皇母娘娘呢？》 | 盜墓者人渣 |
| 2011年   | 《囧探佳人》               | 店小二     |
| 2013年   | 《西遊·降魔篇》            | 小雙俠·楓  |
| 2017年   | 《令伯特烦恼》             | 摩洛哥     |

## 外部連接
- 何文輝在互联网电影资料库（IMDb）上的資料（英文）
- 何文輝在豆瓣上的资料（简体中文）
- 何文輝在时光网上的簡介（简体中文）
- 何文輝 （页面存档备份，存于）在1905電影網上（简体中文）